# Золотая малина (премия, 1999)
19-я церемония объявления лауреатов премии «Золотая малина» за сомнительные заслуги в области кинематографа за 1998 год состоялась 20 марта 1999 года в Huntley Hotel, в Санта-Монике, Калифорния.

## Статистика
| Фильм                                                                  | номинации | победы |
| ---------------------------------------------------------------------- | --------- | ------ |
| • Гори, Голливуд, гори / An Alan Smithee Film: Burn Hollywood Burn     | 9         | 5      |
| • Мстители / The Avengers                                              | 9         | 1      |
| • Армагеддон / Armageddon                                              | 7         | 1      |
| • Спайс Уорлд / Spice World                                            | 7         | 1      |
| • Годзилла / Godzilla                                                  | 5         | 2      |
| • Психоз / Psycho                                                      | 3         | 2      |
| • Студия 54 / 54                                                       | 2         | -      |
| • БЕЙСкетбол / BASEketball                                             | 2         | -      |
| • Глава правления / Chairman of the Board                              | 2         | -      |
| • Невероятные приключения динозаврика Барни / Barney's Great Adventure | 2         | -      |

## Список лауреатов и номинантов
Победители выделены отдельным цветом. 
| Категории                                       | Лауреаты и номинанты                                                                                            | Лауреаты и номинанты | Лауреаты и номинанты |
| ----------------------------------------------- | --- | --- | --- |
| Худший фильм                                    | • Гори, Голливуд, гори (Hollywood Pictures) (продюсер: Бен Майрон)                                              | • Гори, Голливуд, гори (Hollywood Pictures) (продюсер: Бен Майрон)                                                             | • Гори, Голливуд, гори (Hollywood Pictures) (продюсер: Бен Майрон)                                                              |
| Худший фильм                                    | • Армагеддон (Touchstone) (продюсеры: Джерри Брукхаймер, Гэйл Энн Хёрд и Майкл Бэй)                             | | |
| Худший фильм                                    | • Мстители (Warner Bros.) (продюсер: Джерри Вайнтрауб)                                                          | | |
| Худший фильм                                    | • Годзилла (Tri-Star) (продюсер: Дин Девлин)                                                                    | | |
| Худший фильм                                    | • Спайс Уорлд (Columbia) (продюсеры: Ури Фручтман и Барнеби Томпсон)                                            | | |
| Худший ремейк или сиквел                        | • Мстители / The Avengers                                                                                       | • Мстители / The Avengers | • Мстители / The Avengers |
| Худший ремейк или сиквел                        | • Годзилла / Godzilla                                                                                           | | |
| Худший ремейк или сиквел                        | • Психоз / Psycho                                                                                               | | |
| Худший ремейк или сиквел                        | • Затерянные в космосе / Lost in Space (New Line)                                                               | | |
| Худший ремейк или сиквел                        | • Знакомьтесь, Джо Блэк / Meet Joe Black (Universal)                                                            | | |
| Худшая мужская роль                             | Брюс Уиллис | • Брюс Уиллис — | «Армагеддон» (за роль Гарри Стэмпера) «Меркурий в опасности» (за роль Арта Джеффриса) «Осада» (за роль генерала Уильяма Деверо) |
| Худшая мужская роль                             | Брюс Уиллис | • Рэйф Файнс — «Мстители» (за роль Джона Стида)                                                                                | |
| Худшая мужская роль                             | Брюс Уиллис | • Райан О’Нил — «Гори, Голливуд, гори» (за роль Джеймса Эдмундса)                                                              | |
| Худшая мужская роль                             | Брюс Уиллис | • Райан Филлипп — «Студия 54» (за роль Шейна О’Ши)                                                                             | |
| Худшая мужская роль                             | Брюс Уиллис | • Адам Сэндлер — «Маменькин сыночек» (за роль Роберта «Бобби» Буше мл.)                                                        | |
| Худшая женская роль                             | Spice Girls | • Мелани Браун, Эмма Бантон, Мелани Чисхолм, Джери Холлиуэлл, Виктория Адамс (Spice Girls) — «Спайс Уорлд» (в роли самих себя) | • Мелани Браун, Эмма Бантон, Мелани Чисхолм, Джери Холлиуэлл, Виктория Адамс (Spice Girls) — «Спайс Уорлд» (в роли самих себя)  |
| Худшая женская роль                             | Spice Girls | • Ясмин Блит — «БЕЙСкетбол» (за роль Джины Рид)                                                                                | |
| Худшая женская роль                             | Spice Girls | • Энн Хеч — «Психоз» (за роль Мэрион Крэйн)                                                                                    | |
| Худшая женская роль                             | Spice Girls | • Джессика Лэнг — «Наследство» (за роль Марты Бэринг)                                                                          | |
| Худшая женская роль                             | Spice Girls | • Ума Турман — «Мстители» (за роль Эммы Пил)                                                                                   | |
| Худшая мужская роль второго плана               | | • Джо Эстерхаз — «Гори, Голливуд, гори» (за роль самого себя)                                                                  | • Джо Эстерхаз — «Гори, Голливуд, гори» (за роль самого себя)                                                                   |
| Худшая мужская роль второго плана               | • Шон Коннери — «Мстители» (за роль сэра Августа де Винтера)                                                    | | |
| Худшая мужская роль второго плана               | • Роджер Мур — «Спайс Уорлд» (за роль шефа)                                                                     | | |
| Худшая мужская роль второго плана               | • Джо Пеши — «Смертельное оружие 4» (за роль Лео Гетца)                                                         | | |
| Худшая мужская роль второго плана               | • Сильвестр Сталлоне — «Гори, Голливуд, гори» (за роль самого себя)                                             | | |
| Худшая женская роль второго плана               | | • Мария Питилло — «Годзилла» (за роль Одри Тиммондс)                                                                           | • Мария Питилло — «Годзилла» (за роль Одри Тиммондс)                                                                            |
| Худшая женская роль второго плана               | • Эллен Альбертини Дау — «Студия 54» (за роль Диско Дотти)                                                      | | |
| Худшая женская роль второго плана               | • Дженни Маккарти — «БЕЙСкетбол» (за роль Иветт Денслоу)                                                        | | |
| Худшая женская роль второго плана               | • Лив Тайлер — «Армагеддон» (за роль Грэйс Стэмпер)                                                             | | |
| Худшая женская роль второго плана               | • Ракель Уэлч — «Глава правления» (за роль Грэйс Косик)                                                         | | |
| Худший режиссёр                                 | Гас Ван Сент | • Гас Ван Сент за фильм «Психоз»                                                                                               | • Гас Ван Сент за фильм «Психоз»                                                                                                |
| Худший режиссёр                                 | Гас Ван Сент | • Майкл Бэй — «Армагеддон» | |
| Худший режиссёр                                 | Гас Ван Сент | • Джеремайя Чечик — «Мстители»                                                                                                 | |
| Худший режиссёр                                 | Гас Ван Сент | • Роланд Эммерих — «Годзилла»                                                                                                  | |
| Худший режиссёр                                 | Гас Ван Сент | • Алан Смити (он же Артур Хиллер) — «Гори, Голливуд, гори»                                                                     | |
| Худший сценарий                                 | | • Джо Эстерхаз — «Гори, Голливуд, гори»                                                                                        | • Джо Эстерхаз — «Гори, Голливуд, гори»                                                                                         |
| Худший сценарий                                 | • Джонатан Хенсли и Дж. Дж. Абрамс — «Армагеддон»                                                               | | |
| Худший сценарий                                 | • Дон Макферсон — «Мстители»                                                                                    | | |
| Худший сценарий                                 | • Дин Девлин и Роланд Эммерих — «Годзилла»                                                                      | | |
| Худший сценарий                                 | • Ким Фуллер — «Спайс Уорлд»                                                                                    | | |
| Худшая новая звезда                             | Джерри Спрингер                                                                                                 | • Джо Эстерхаз — «Гори, Голливуд, гори» (за роль самого себя)                                                                  | • Джо Эстерхаз — «Гори, Голливуд, гори» (за роль самого себя)                                                                   |
| Худшая новая звезда                             | Джерри Спрингер                                                                                                 | • Джерри Спрингер — «Телеведущий» (за роль Джерри Фаррелли)                                                                    | |
| Худшая новая звезда                             | Джерри Спрингер                                                                                                 | • «Барни» (плюшевый динозаврик) — «Невероятные приключения динозаврика Барни»                                                  | |
| Худшая новая звезда                             | Джерри Спрингер                                                                                                 | • Кэррот Топ — «Глава правления» (за роль Эдисона)                                                                             | |
| Худшая новая звезда                             | Джерри Спрингер                                                                                                 | • Мелани Браун, Эмма Бантон, Мелани Чисхолм, Джери Холлиуэлл, Виктория Адамс (Spice Girls) — «Спайс Уорлд» (в роли самих себя) | |
| Худшая экранная пара                            | Леонардо Ди Каприо                                                                                              | • Леонардо Ди Каприо (как Людовик XIV и его брат-близнец Филипп) — «Человек в железной маске»                                  | • Леонардо Ди Каприо (как Людовик XIV и его брат-близнец Филипп) — «Человек в железной маске»                                   |
| Худшая экранная пара                            | Леонардо Ди Каприо                                                                                              | • Бен Аффлек и Лив Тайлер — «Армагеддон»                                                                                       | |
| Худшая экранная пара                            | Леонардо Ди Каприо                                                                                              | • Любая комбинация из двух персонажей, частей тела или модных аксессуаров — «Спайс Уорлд»                                      | |
| Худшая экранная пара                            | Леонардо Ди Каприо                                                                                              | • Любая комбинация из двух человек, играющих самих себя — «Гори, Голливуд, гори»                                               | |
| Худшая экранная пара                            | Леонардо Ди Каприо                                                                                              | • Рэйф Файнс и Ума Турман — «Мстители»                                                                                         | |
| Худшая песня к фильму                           | • I Wanna Be Mike Ovitz! — «Гори, Голливуд, гори» — авторы: Джо Эстерхаз и Gary G-Wiz                           | • I Wanna Be Mike Ovitz! — «Гори, Голливуд, гори» — авторы: Джо Эстерхаз и Gary G-Wiz                                          | • I Wanna Be Mike Ovitz! — «Гори, Голливуд, гори» — авторы: Джо Эстерхаз и Gary G-Wiz                                           |
| Худшая песня к фильму                           | • Barney, the Song — «Невероятные приключения динозаврика Барни» — автор: Джерри Херман                         | | |
| Худшая песня к фильму                           | • I Don't Want to Miss a Thing — «Армагеддон» — автор: Дайан Уоррен                                             | | |
| Худшая песня к фильму                           | • Storm — «Мстители» — авторы: Брюс Вули, Крис Эллиотт, Мариус Де Фриз, Бетси Кук и Энди Кейн                   | | |
| Худшая песня к фильму                           | • Too Much — «Спайс Уорлд» — авторы: «Spice Girls», Энди Уоткинс и Пол Уилсон                                   | | |
| Dis-Honoring the Worst Movie Trends of the Year | • Gidgets 'n' geezers (58-Year-Old Leading Men Wooing 28-Year-Old Leading Ladies)                               | • Gidgets 'n' geezers (58-Year-Old Leading Men Wooing 28-Year-Old Leading Ladies)                                              | • Gidgets 'n' geezers (58-Year-Old Leading Men Wooing 28-Year-Old Leading Ladies)                                               |
| Dis-Honoring the Worst Movie Trends of the Year | • "If you've seen the trailer, why bother to see the movie?!?": Previews that give away the film's entire plot. | | |
| Dis-Honoring the Worst Movie Trends of the Year | • "30-minutes of story -- conveyed in less than 3 hours!": l-o-n-g-e-r movies...shorter plots.                  | | |
| Dis-Honoring the Worst Movie Trends of the Year | • "THX: the audio is deafening!": Movie sound so loud it constitutes assault w/a deadening weapon.              | | |
| Dis-Honoring the Worst Movie Trends of the Year | • "Yo quiero tacky tie-ins!": Mega-zillion-dollar cross-promotional overkill: Armageddon, Godzilla, etc.        | | |